# 拉讷韦勒莱吕尔
拉讷韦勒莱吕尔（法語：La Neuvelle-lès-Lure，法語發音：[la nøvɛl lɛ lyʁ]，意为“吕尔附近的拉讷韦勒”）是法国上索恩省的一个市镇，属于吕尔区。

## 地理
拉讷韦勒莱吕尔（47°43'6"N, 6°33'19"E）面积4.88 平方千米，位于法国勃艮第-弗朗什-孔泰大區上索恩省，该省份为法国东部内陆省份，北起顺时针与孚日省、贝尔福地区省、杜省、汝拉省、科多尔省和上马恩省接壤。
与拉讷韦勒莱吕尔接壤的市镇（或旧市镇、城区）包括：蒙泰索、拉科特、弗鲁瓦德泰尔、马尔布昂、鲁瓦、圣巴泰勒米、圣日耳曼。

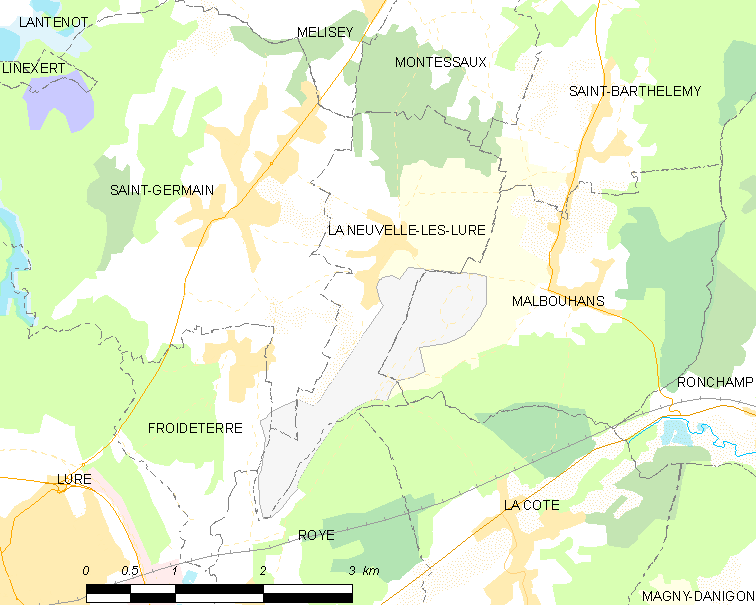
拉讷韦勒莱吕尔的OSM定位图

拉讷韦勒莱吕尔的时区为UTC+01:00、UTC+02:00（夏令时）。

## 行政
拉讷韦勒莱吕尔的邮政编码为70200，INSEE市镇编码为70385。

## 政治
拉讷韦勒莱吕尔所属的省级选区为吕尔第一县。

## 人口

1962-2008年间拉讷韦勒莱吕尔人口变化图示

拉讷韦勒莱吕尔于2022年1月1日时的人口数量为304人。